# Ucria
Ucria (Ucrìa in siciliano) è un comune italiano di 855 abitanti della città metropolitana di Messina in Sicilia.
È sito all'interno del parco dei Nebrodi.

## Geografia fisica
Ucria è un piccolo centro montano (tra i 710 e i 790 m s.l.m.) abbarbicato sui monti Nebrodi. Costituisce il primo punto d'incontro di tre importanti vie di transito: la statale n. 116 (Capo d'Orlando – Randazzo), la provinciale n. 136 (San Piero Patti – Ucria) ed infine la Provinciale n. 139. quest'ultima, passa da Sinagra ed è la strada più breve ed agevole per raggiungere, in 20 minuti, lo stupendo mare di Brolo e Capo d'Orlando. La via Padre Bernardino divide in due il paese e costituisce per il passante un piacevole balcone-belvedere sulle circostanti montagne e verso la vallata.

## Storia

### Periodo classico
I rinvenimenti di utensili preistorici, in prossimità della Rocca di San Marco e di un ripostiglio di monete romane in località Arelluso, sono prova della frequentazione dell'uomo in queste zone sin dall'antichità.

### Periodo arabo - normanno ed età feudale
Le tracce di due torri saracene, una in periferia che doveva fungere da avvistamento e una nella zona nord del paese, sono indice di come il borgo esistesse già al tempo degli Arabi, ma soprattutto di come rappresentasse un luogo strategico per chi dal mare voleva spingersi verso l'interno. Dalle torri si sviluppavano una serie di cunicoli e gallerie che si diramavano per tutta la superficie del paese. Intorno all'anno 1000 Ucria era dominata da un castello che passò da un proprietario all'altro secondo le assegnazioni delle varie dominazioni: normanne, sveve, angioine e aragonesi. In epoca normanna, Ucria inizialmente fu feudo di Abbo Barresi. Nella prima metà del XV secolo fu feudo di Giovanni Ventimiglia barone di Sperlinga, il quale la trasmise in eredità alla moglie Agata Peralta. Agata cedette Ucria con atto notarile del 1434 al fratello Gabriele Abbate. Dagli Abbate Ucria pervenne per via matrimoniale alla famiglia di origine catalana dei Marquett. Successivamente fu feudo delle famiglie Pagano, Di Giovanni e Alliata.

### Periodo post-feudale
Nonostante il sistema feudale fosse stato ufficialmente abolito con la costituzione siciliana del 1812, il latifondo diverrà il nuovo strumento tramite il quale far valere i medesimi principi del passato regime sociale. Proprio in questa ottica i Gullotti, notabile famiglia del luogo imparentata con i baroni Stancanelli di Novara di Sicilia, grazie all'acquisto di ex feudi a inizio XIX secolo diverranno economicamente e politicamente potenti diramandosi  in seguito in parte a Sant'Agata di Militello e in parte a Palermo.

### Età contemporanea
Il paese attraversò il periodo storico tra il XIX secolo e i primi anni del XX secolo seguendo le medesime sorti della Sicilia. Trascorsi i primi anni del Novecento segnati dalla crisi economica che ebbe i suoi effetti più vistosi nel fenomeno dell'emigrazione verso il Nuovo Mondo, si arrivò all'entrata in guerra dell'Italia nel primo conflitto mondiale. 
La povertà generatasi spinse molti residenti di Ucria a emigrare a Waltham, nel Massachusetts, negli Stati Uniti, dove si registra un'importante presenza di ucriesi.

### Simboli
Lo stemma e il gonfalone del comune sono stati concessi con decreto del presidente della Repubblica del 18 gennaio 2006.
(D.P.R. 18 gennaio 2006)
Il gonfalone è un drappo di bianco con la bordatura di azzurro.

## Monumenti e luoghi d'interesse

### Architetture religiose
- Chiesa Madre "San Pietro Apostolo"
- Chiesa della SS. Maria Vergine
- Chiesa della SS. Madonna del Carmine
- Chiesa della SS. Madonna dell'Annunziata
- Ruderi della Chiesa SS. Maria Della Scala
- Chiesa della SS. Madonna del Rosario
- Chiesa di San Michele Arcangelo

## Società

### Evoluzione demografica
Abitanti censiti

### Tradizioni e folclore
- Festa del S.S. Cristo della Pietà, patrono di Ucria; si svolge ogni anno il 3 maggio e il 14 settembre

## Cultura

### Musei
- Museo Pedagogico delle Arti e Creatività Giovanile
- Museo Tipologico delle Arti Tradizionali di Sicilia
- Museo della Carta Pesta "Gianpistone"
- Museo Etnostorico dei Nebrodi "Antonino Gullotti"
- Mosaico di Nico Nicosia "Due Mondi a Confronto"

#### Banca Vivente del Germoplasma Vegetale
La Banca vivente del Germoplasma vegetale si trova in Via S. Antonio del Prato nel Comune di Ucria, e comprende lʹannesso "Giardino dei Semplici", dedicato allʹillustre botanico nebrodense Bernardino da Ucria (1739 –1796). Ospita i campi di collezione delle diverse specie di piante di interesse terapeutico ed una varietà di semi di vecchie cultivar tradizionali da frutto che rischiano di scomparire. È stato allestito anche un laboratorio biologico per la tutela e moltiplicazione del germoplasma per la conservazione della biodiversità.

## Amministrazione
Di seguito è presentata una tabella relativa alle amministrazioni che si sono succedute in questo comune.
| Periodo          | Periodo          | Primo cittadino         | Partito                            | Carica              | Note  |
| ---------------- | ---------------- | ----------------------- | ---------------------------------- | ------------------- | ----- |
| 19 maggio 1988   | 29 dicembre 1989 | Carmelo Scalisi         | Democrazia Cristiana               | Sindaco             | [ 8 ] |
| 29 dicembre 1989 | 23 maggio 1990   | Girolamo Di Vita        |                                    | Comm. straordinario | [ 8 ] |
| 23 maggio 1990   | 29 maggio 1993   | Carmelo Gurgone         | Partito Socialista Italiano        | Sindaco             | [ 8 ] |
| 29 maggio 1993   | 14 giugno 1994   | Sebastiano Pinzone      | Partito Democratico della Sinistra | Sindaco             | [ 8 ] |
| 14 giugno 1994   | 25 maggio 1998   | Giuseppe Scalisi        | -                                  | Sindaco             | [ 8 ] |
| 25 maggio 1998   | 27 maggio 2003   | Roberto Di Stefano      | lista civica                       | Sindaco             | [ 8 ] |
| 27 maggio 2003   | 17 giugno 2008   | Giuseppe Giovanni Lembo | lista civica                       | Sindaco             | [ 8 ] |
| 17 giugno 2008   | 11 giugno 2013   | Franca Algeri           | lista civica                       | Sindaco             | [ 8 ] |
| 11 giugno 2013   | 12 giugno 2018   | Giuseppe Giovanni Lembo | lista civica                       | Sindaco             | [ 8 ] |
| 12 giugno 2018   | "in carica"      | Vincenzo Crisà          | lista civica                       | Sindaco             | [ 8 ] |

### Gemellaggi
- Gozzano, dal maggio 2014[9]

### Altre informazioni amministrative
Il comune di Ucria fa parte delle seguenti organizzazioni sovracomunali: regione agraria n.2 (Nebrodi nord-occidentali).

## Istituzioni, enti e associazioni

### Istruzione
- Istituto Comprensivo Scuola dell'Infanzia, Primaria e Secondaria di 1º Grado.